# 스타니슬라프 코스튜시킨
스타니슬라프 미하일로비치 코스튜시킨(러시아어: Станислав Михайлович Костюшкин, 1971년 8월 20일 ~ )은 러시아의 가수, 작곡가, 기업인이다.
우크라이나 오데사에서 재즈 색소폰 주자였던 미하일 이오시포비치 코스튜시킨과 패션 모델이었던 나데즈다 아르카디예브나 코스튜시킨 부부의 아들로 태어났다. 1972년에는 가족들과 함께 러시아 레닌그라드(현재의 상트페테르부르크)로 이주했고 5세부터는 어린이 패션 잡지 모델로 활동했다.
10대 시절에는 레닌그라드 니콜라이 림스키코르사코프 음악학교에서 피아노를 전공했으며 1989년에 음악학교를 졸업했다. 1989년부터 1990년까지 네덜란드 암스테르담 음악학교에 재학했고 나중에 상트페테르부르크 음악원에서 오페라 성악, 보컬 과정을 이수했다. 상트페테르부르크에 위치한 자제르칼리예 극장에서 어린이 연극 전문 가수로 활동했고 1994년부터 2012년까지 러시아의 남자 2인조 팝 음악 그룹인 차이 브드보욤(Chay Vdvoyom)에서 보컬로 활동했다. 2012년에는 프로젝트 음악 그룹인 아데사(A-DESSA)를 결성했다.
코스튜시킨은 이스라엘에서 식당 요리사로 일했던 자신의 어린 시절 친구인 보리스 코필로프와 함께 쇼핑 센터 피시카 다 푸드라(Pyshka da pudra)에 커피 전문점을 개설했으며 2015년에는 상트페테르부르크에 1개 점포, 로스토프나도누에 3개 점포를 열었다. 또한 2015년에는 모스크바에서 음식점 포즈네크 볼린치크(Ponzec-Volyntsik)를 개설했고 차 전문점 모이 차이(Moy chay)를 판매하기 시작했다.